# Ахмад Шах Масуд
Ахма́д Шах Масу́д (дари احمد شاه مسعود‎ — Ahmad Šāh-e Mas'ūd, тадж. Аҳмадшоҳи Масъуд; 1 сентября 1953 — 10 сентября 2001) — афганский полевой командир таджикского происхождения, министр обороны Афганистана (1992—1996). Известен также под прозвищем Панджшерский лев (дари شیر پنجشیر‎ — Shēr-e Panjshēr). Масуд — прозвище (лакаб), что по-арабски означает «Счастливый», которое он получил в 1975 году, во время мятежа в долине Панджшера — первого вооружённого выступления исламской оппозиции в Афганистане. По словам его сына Ахмада Масуда, прозвище было взято в 1970 году, когда Ахмад Шаху было 17 лет. Один из лидеров партии вооружённой афганской оппозиции Исламское общество Афганистана, а также военизированного крыла данной партии «ИОА» — «Шура-е-Назар».

## Биография
Родился в кишлаке Базарак — Панджшерское ущелье к северу от Кабула в таджикской семье в семье полковника королевской армии Дост Мохаммада. Учился в кабульском лицее «Истикляль» (перс. اﺳﺘﻘﻼﻝ‎‎ — «Независимость»), где преподавание велось на французском языке. В 1973 года поступил в Кабульский политехнический институт (факультет строительства и архитектуры), однако после переворота принца Дауда из-за репрессий против приближённых к королевскому двору, от которых пострадал отец, в 1973 году эмигрировал в пакистанский Пешавар, где присоединился к исламистской оппозиции, возглавляемой Раббани. Получил хорошую военную подготовку в лагерях в Ливии и Ираке, где готовили палестинцев.
В 1975 года принял участие в безуспешном Панджшерском восстании против правительства М. Дауда. 21 июля вместе с Гульбеддином Хекматияром проник на территорию Панджшера и организовал в сёлах мятеж, активно поддержанный местными «братьями-мусульманами». Однако в считанные дни мятеж был подавлен. Ахмад Шах, раненый в ногу, скрылся в кукурузном поле и по счастливой случайности избежал ареста — солдаты прошли буквально рядом с ним. Однако его отряд не только не прекратил существование, но и прирос численно.
Ветеран Афганской войны 1979—1989 годов. Его отряд обосновался к северо-востоку от Кабула в долине реки Панджшер, где был создан хорошо укреплённый оборонительный район. Против него советские войска предприняли более 10 военных операций (в том числе Панджшерскую операцию), после чего он получил прозвище «Лев Панджшера». Известен тем, что единственным из командиров моджахедов пошёл в 1982 году (начало правления Андропова) на перемирие с советскими войсками. Валентин Фалин вспоминал:

От военных разведчиков мне было известно, что Масуд был не прочь возглавить правительство в Кабуле и полагал, если ему будет обеспечена свобода рук, то через 6-8 месяцев в Афганистане наступит покой.
Вместе с Раббани возглавлял партию Исламское общество Афганистана, в начале 1990-х выступавшую за создание отдельного не-пуштунского государства в Северном Афганистане. После вывода советской армии из Афганистана в 1989 году возглавил фактически независимый населённый таджиками 2,5-миллионный северо-восточный регион Афганистана (провинции Парван, Тахар, Баглан, Бадахшан) со столицей в Талукане, прозванный «Масудистаном», который имел собственное правительство, деньги и хорошо вооружённую армию численностью до 60 тысяч человек. Контролировал 11 из 31 провинций страны. На этой территории взимал налоги и пошлины с экспортируемых полезных ископаемых, особенно изумрудов, алмазов и лазурита. Получал большие объёмы помощи из Пакистана и США. При этом старался оставаться в стороне от многочисленных распрей и интриг в рядах оппозиции.
В апреле 1992 года армии Масуда и А-Р. Дустума заняли Кабул и свергли правительство М. Наджибуллы, а Масуд стал министром обороны. Началось его противостояние с Г. Хекматияром, стоявшим на окраинах столицы. В январе 1994 года Хекматияр уже в альянсе с генералом Дустумом начал военное противоборство с Масудом за контроль над Кабулом. В результате артиллерийских обстрелов столицы погибло около 4 тысяч мирных жителей. После захвата талибами центральной власти в Афганистане в 1996 году «Масудистан» возродился и вошёл в состав Северного альянса, который возглавил Масуд.
С 1999 года тесно сотрудничал с ЦРУ.
9 сентября 2001 года на Масуда было совершено покушение во время интервью — террористы-смертники выдавали себя за журналистов, спрятав взрывчатку в видеокамеру. Ахмад Шах Масуд скончался от ран на следующее утро, 10 сентября. По версии спецслужб, в кругах Ахмад Шаха Масуда находились завербованные американскими спецслужбами исполнители ликвидации бен Ладена. Но бен Ладен превентивно ликвидировал Ахмад Шаха Масуда.
Вскоре в результате наступления Северного альянса и контртеррористической операции США и союзников власть талибов в Афганистане окончилась, а «Масудистан» прекратил существование.
В начале сентября 2021 года боевики «Талибана» осквернили мавзолей Масуда в Панджшере.
|                                              |                          |
| Мавзолей Ахмад Шах Масуда (8 км от Базарака) | Могила Ахмад Шаха Масуда |

## Семья
Из шести братьев Ахмад Шах Масуда младший брат Ахмад Зия Масуд (род. 1 мая 1956 года) являлся послом Республики Афганистан в России в период 2002—2004 гг., с 2004 года — первый вице-президент Афганистана, и ещё один брат, Ахмад Вали Масуд, является послом Республики Афганистан в Великобритании.
Ахмад Шах Масуд в 1988 году женился на дочери своего ближайшего помощника. От брака родилось шестеро детей, включая одного сына Ахмада Масуда и 5 дочерей, Фатиму (род. 1992), Марьям (род. 1993), Айешу (род. 1995), Зухру (род. 1996) и Насрин (род. 1998) . Сын жил в Таджикистане и до 5 класса учился в иранской школе в Душанбе, затем в иранском городе Мешхед, затем переехал в Англию для обучения в магистратуре. В 2021 году Ахмад Масуд-младший продолжил борьбу с талибами, начатую его отцом, в условиях захвата талибами большей части страны, организовав вооружённое сопротивление в Панджшере, однако, потерпев поражение, был вынужден вновь покинуть страну.

## Численность отрядов
- 1980 — менее 1000[19]
- 1981 — 2200[20]
- 1984 — 5000[19]
- 1989 — 13 000[21][22]
- 1996 — 60 000[23]

## Оценки
Когда я встречался с Ахмад Шахом в 1998 году, мы с ним говорили долго. Он сказал мне поразительную вещь: «Я, говорит, мог же с вами воевать по-другому. Я же мог сбивать ваши пассажирские самолёты. Я же не сбивал пассажирские самолёты. Я с вами воевал, как воевал».
— Руслан Аушев
Генерал армии Валентин Варенников свидетельствовал, что президент Афганистана Наджибулла настаивал на ликвидации Ахмад Шаха, однако сам В. И. Варенников противился этому:

Я ему сказал, что этого делать нельзя. Я ему доказывал, что Ахмад Шах Масуд в отличие от других руководителей — это совершенно другая фигура, это государственник. За ним идёт народ, народ в него верит, он пользуется колоссальным авторитетом на севере страны, где проживают таджики. И он не зашоренный, не озлобленный, с ним можно нормально говорить и договариваться.
Генерал Игорь Родионов, командующий 40-й армией в 1985—1986 годах, вспоминал:

Самая тяжёлая обстановка была в Панджшерском ущелье… Командовал душманами знаменитый Ахмад Шах Масуд… Масуд, конечно, талантливый и очень способный командир. Тогда, в 80-е годы, он успешно отразил не одно наше наступление.

## Награды
- 2 сентября 2021 года указом президента Таджикистана Эмомали Рахмона был награждён орденом Исмоили Сомони I степени «за содействие и посредничество в переговорах между таджиками в 1993—1996 годах и великий вклад в процесс восстановления мира в Республике Таджикистан»[27].

## В литературе
Про Ахмада Шаха Масуда написаны поэмы: "Масъуд-наме" (2006 г.) таджикским поэтом Мумином Каноатом;
"Майор Бибик и Панджшерский лев" (2023 г.) российским поэтом Александром Бубновым.